# حادثه (فیلم ۲۰۰۸)
«حادثه» (انگلیسی: Accident (2008 film)) فیلمی در ژانر مهیج است که در سال ۲۰۰۸ منتشر شد.